# 楚留香新传 (1985年电视剧)
《楚留香新传》（英語：The Legend of Chu Liuxiang），1985年台灣飛騰電影公司以古龍武俠小說改編拍成的連續劇，中國電視公司首播，导演张鹏翼、許聖雨、李岳峰，主演郑少秋、高雄、李海兴。本劇是將古龍小說《楚留香新传》結合古龍其他小說的情節改編而成，因此劇情與原著小說有頗大的差異。故事設定上是1979年TVB電視劇《楚留香》的延續，緊接著該劇的結局發展；因此蘇蓉蓉一開始已經死亡，並沒有在本劇中出現。

## 剧情
该剧分作4个单元，讲述江湖一代侠客楚留香的人生故事。

### 第一單元：新月傳奇
- 集數：4集
- 出品人：周令剛
- 監製：門自堅、陳國治
- 製作人：毛洪基
- 編劇：姚慶康
- 導演：張鵬翼
- 演員：
  - 鄭少秋 飾 楚留香
  - 米雪 飾 蘇茫茫／蘇蓉蓉
  - 高雄 飾 胡鐵花
  - 黃慧文 飾 新月公主
  - 海蓉 飾 杜先生
  - 向鵬雲 飾 焦林
  - 官晶華 飾 櫻子
  - 陳美君 飾 李紅袖
  - 蔣黎麗 飾 宋甜兒
  - 房勉 飾 秦公公
  - 程鹏 飾 史天王

### 第二單元：蘭花傳奇
集數：6集
- 出品人：周令剛
- 監製：門自堅、陳國治
- 製作人：毛洪基
- 編劇：姚慶康
- 導演：李岳峰
- 演員：
  - 鄭少秋 飾 楚留香
  - 井莉 飾 蘇蘇
  - 高雄 飾 胡鐵花
  - 姜厚任 飾 慕容青雲
  - 吳風 飾 佐輕侯
  - 林靈 飾 佐飄飄
  - 林秀君 飾 玉夫人
  - 郭妍妍 飾 水銀
  - 陳麗華 飾 太陽
  - 龔蓮華 飾 無色
  - 程鵬 飾 上官刃
  - 世耕 飾 小水滴
  - 李強 飾刀奴
  - 易虹 飾 水玲瓏
  - 林光榮 飾 丁姥姥
  - 蘇國梁 飾 柳明秋
  - 楊祈桐 飾 無戒

### 第三單元：鸚鵡傳奇
集數：5集
- 出品人：周令剛
- 監製：門自堅
- 製作人：毛洪基
- 編劇：姚慶康
- 導演：許聖雨
- 演員：
  - 鄭少秋 飾 楚留香
  - 陳玉玫 飾 血奴
  - 李海興 飾 胡鐵花
  - 向雲鵬 飾 鐵恨
  - 鐵孟秋 飾 樓蘭王
  - 劉筱平 飾 王妃
  - 林秀君 飾 唐玉
  -  飾 宋別離
  - 梅芬 飾 李紅袖
  - 陸曉煌 飾 宋甜兒
  - 程鹏 飾 石玉楼

### 第四單元：影子傳奇
集數：5集
- 出品人：周令剛
- 監製：門自堅、陳國治
- 製作人：毛洪基
- 編劇：王忠仁
- 導演：李岳峰
- 演員：
  - 鄭少秋 飾 楚留香
  - 邱淑宜 飾 沈無心
  - 鄧美芳 飾 連芙蓉
  - 李海興 飾 胡鐵花
  - 華倫 飾 袁文秀
  - 程鵬 飾 嶽無雙
  - 劉林 飾 吳不知

## 曲目
- 《云漪》，演唱：费玉清、作曲：谭健常、作词：灵漪。